# Hill & Knowlton
Hill+Knowlton Strategies (H+K) är ett globalt PR-företag, bildat 1927. Företagets huvudkontor ligger i New York i Förenta Staterna.

## Historia

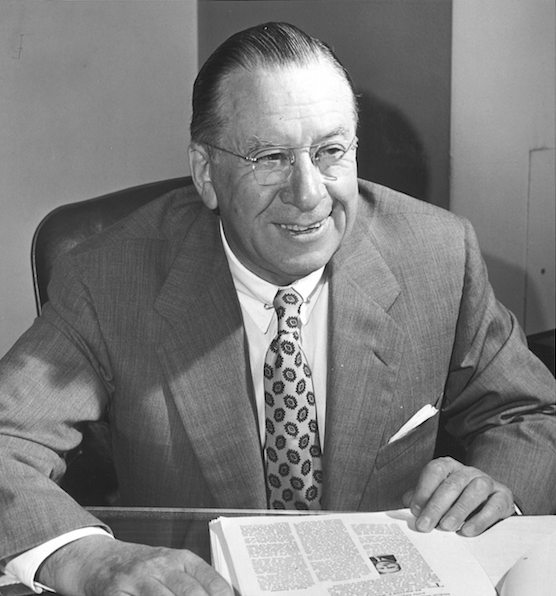
John W. Hill

Hill+Knowlton Strategies är en PR-byrå som grundades 1927 av en:John W. Hill i Cleveland, Ohio. Vid grundandet hade John W. Hill arbetat som reporter, redaktör och kolumnist i 18 år. Under den stora depressionens 1920- och 1930-tal tal gick många företag på knäna och när ett företag inom banksektorn, som var klient till PR-byrån, gick omkull plockade Hill in bankens PR-chef Donald Knowlton i företaget. Det gemensamma PR-företaget växte snabbt trots de svåra åren, och 1934 flyttade Hill företagets huvudkontor till New York. Kvar i Ohio fanns Knowlton i ett antal år och skötte verksamheten där och i New York tog företaget på sig uppdraget som rådgivare åt amerikanska Iron and Steel Institute. 
Efter Andra världskriget var företaget en av de första de amerikanska PR-byråerna som öppnade kontor i Europa. Öppnandet av kontoret i Paris var det första steget i utvecklingen mot dagens globala nätverk bestående av 81 kontor i 43 länder.

## Uppmärksammade klienter

### Tobaksindustrin
År 1953 hyrdes firman av tobaksindustrin för att bidra till ett motverkande av, den vid den tiden nya, forskning som tydde på att rökning ökade risken för att insjukna i cancer. Som ett led i denna PR-kampanj spreds ett uttalande till samtliga större dagstidningar och tidskrifter, vilket förledde läsarna att tro att cigaretter inte hade några verifierbara kopplingar till cancer. Tobakindustrin förblev kunder hos Hill+Knowlton Strategies fram till 1968.

### Kuwaits regering
År 1990 ledde H+K fler än tjugo andra amerikanska PR-firmor i en kampanj i samband med uppladdningen inför Kuwaitkriget. Arvodena betalades av "Citizens for a Free Kuwait", en organisation finansierad av den kuwaitiska regeringen. H&K tjänade mer än 10,8 miljoner dollar på sitt arbete.
Center for Media and Democracy, en amerikansk tankesmedja har kallat detta den "största, utländskt finansierade kampanj med mål att påverka amerikansk opinion som någonsin har ägt rum", 
En kontroversiell insats i kampanjen var vittnesmålet av den så kallade “Nurse Nayirah” inför den amerikanska kongressen i oktober 1990. Nayirah gav ett falskt vittnesmål om att hon hade sett irakiska soldater mörda spädbarn vid al-Addan-sjukhuset i Kuwait City.

### Bank of Credit and Commerce International
H&K representerade Bank of Credit and Commerce International (BCCI) efter det att banken åtalades för tvätt av pengar från knarkhandel. H&K bröt inte mot några lagar och har antagligen inte heller brutit några av PR-industrins etiska regler,[källa behövs] även om deras agerande väckte frågor rörande konflikten mellan H+K som en pr-firma och allmänintresset, enligt en rapport till den amerikanska senaten. 